# پل آندرو
پُل آندرو (فرانسوی: Paul Andreu‎؛ ۱۰ ژوئیهٔ ۱۹۳۸–۱۱ اکتبر ۲۰۱۸) معمار، مهندس عمران، و مهندس اهل فرانسه بود.

## فرودگاه امام خمینی
برخی منابع از ایرج کلانتری به عنوان طراح فرودگاه بین‌المللی امام خمینی نیز نام برده‌اند. اما به گفته علی مقدم (معمار و خواهرزاده کلانتری) بااینکه او سرپرست تیم طراحی این فرودگاه بود اما طراح اصلی فرودگاه، پل آندرو، طراح فرانسوی و طراح فرودگاه شارل دوگل پاریس بود.